# Лялах
Лялах (ингуш. Лаьлагӏа) — село в Джейрахском районе Ингушетии.  Входит в сельское поселение Гули. Родовое село ингушского тейпа Лоалахой.

## География
Расположено на юге республики Ингушетия, в 3,5 километрах на восток от Гули, административного центра поселения. Ближайшие населённые пункты: Салги, Хяни, Гу.

### Часовой пояс
Село Лялах, как и вся республика Ингушетия, находится в часовой зоне МСК (московское время). Смещение применяемого времени относительно UTC составляет +3:00.

## Население
| 1926 | 2010 |
| ---- | ---- |
| 40   | ↘0   |

## Инфраструктура
Отсутствует.

## Достопримечательности
Башенный комплекс Лялах состоящий из 25 башен (3 боевых, 22 жилых).

## Галерея

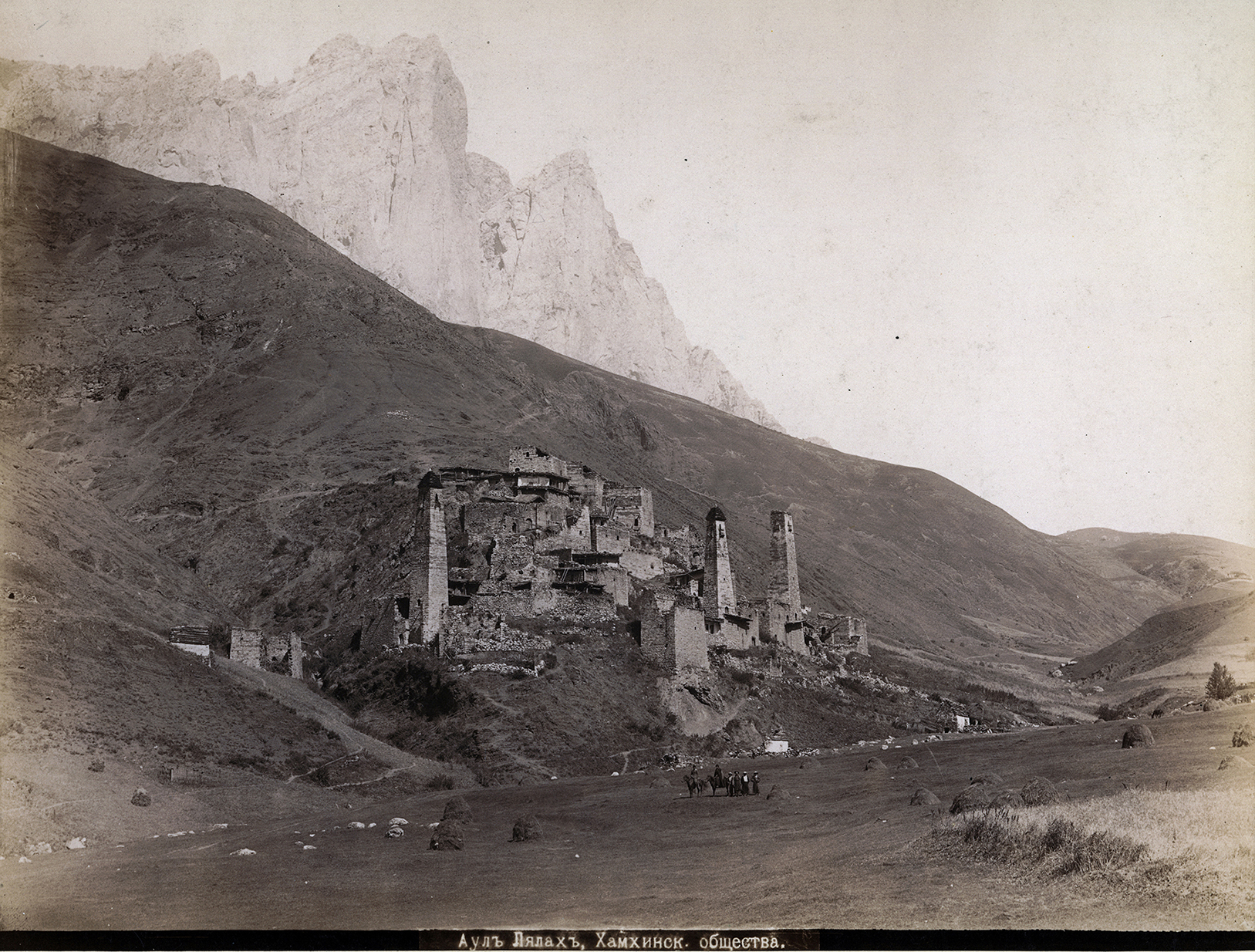
Аул Лялах. Конец XIX века.
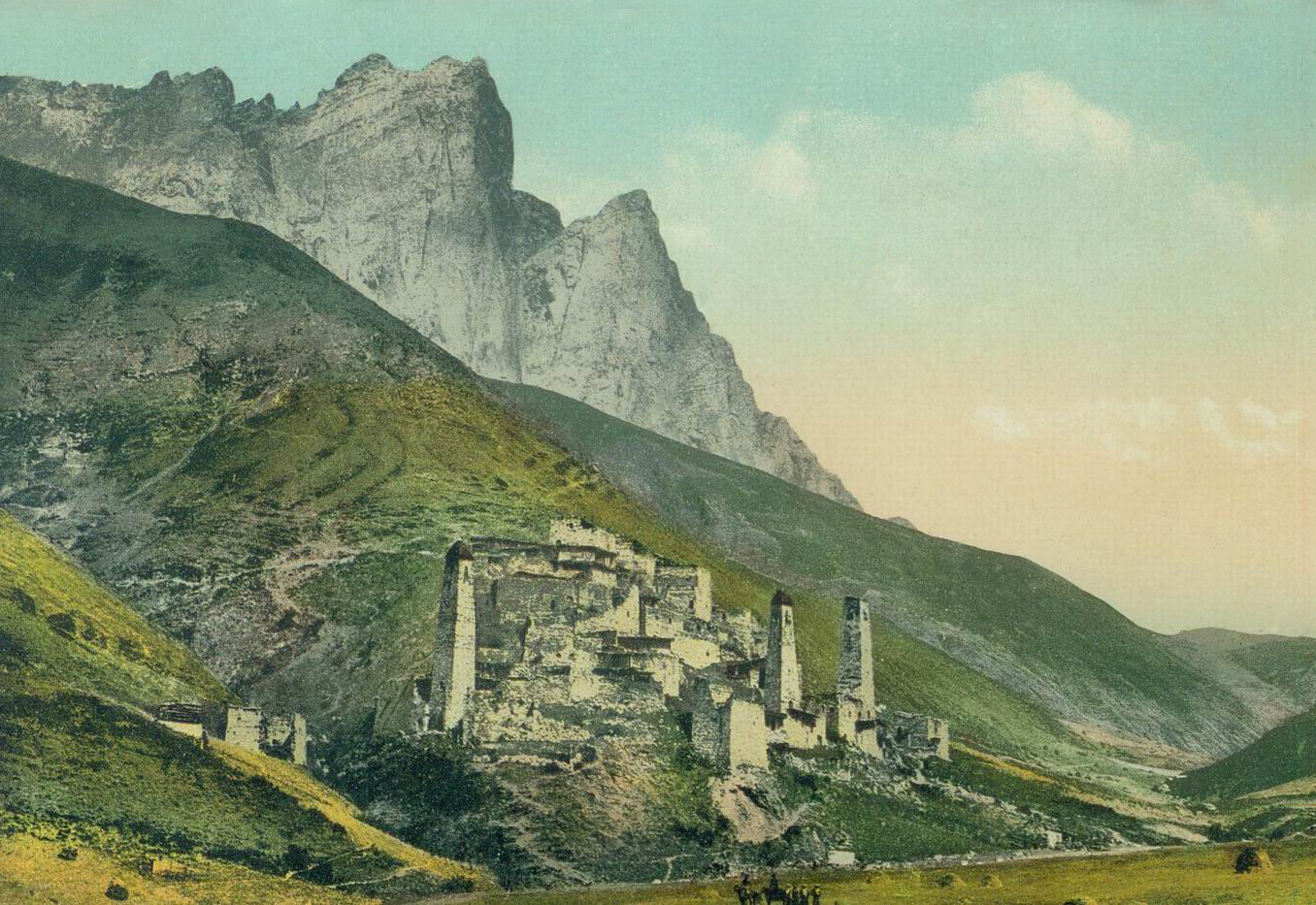
В цвете